# Blacksburg (Caroline du Sud)
Pour les articles homonymes, voir Blacksburg.
Blacksburg est une ville du comté de Cherokee en Caroline du Sud.
Sa population était de 1 848 habitants en 2010.
À proximité s'est déroulée la bataille de Kings Mountain en 1780 pendant la guerre d'indépendance américaine.

## Démographie
| 1880 | 1890  | 1900  | 1910  | 1920  | 1930  |
| ---- | ----- | ----- | ----- | ----- | ----- |
| 145  | 1 245 | 1 285 | 1 110 | 1 512 | 1 747 |

| 1940  | 1950  | 1960  | 1970  | 1980  | 1990  |
| ----- | ----- | ----- | ----- | ----- | ----- |
| 1 917 | 2 056 | 2 174 | 1 977 | 1 873 | 1 907 |

| 2000  | 2010  | - | - | - | - |
| ----- | ----- | - | - | - | - |
| 1 880 | 1 848 | - | - | - | - |